# Austin Hamilton
Austin Hamilton (né le 29 juillet 1997 en Jamaïque) est un athlète suédois, spécialiste du sprint.

## Carrière
Il fait partie de l'équipe de relais qui remporte la médaille d'or lors des Championnats d'Europe juniors d'athlétisme 2015.
Il remporte la médaille de bronze du 60 m lors des Championnats d'Europe en salle 2017 à Belgrade, en devançant son compatriote Odain Rose.
Il appartient au klubben Malmö AI.

## Palmarès
| Date | Compétition                       | Lieu       | Résultat | Épreuve   | Temps   |
| ---- | --------------------------------- | ---------- | -------- | --------- | ------- |
| 2015 | Championnats d'Europe juniors     | Eskilstuna | 1er      | 4 x 100 m | 39 s 73 |
| 2017 | Championnats d'Europe en salle    | Belgrade   | 3e       | 60 m      | 6 s 63  |
| 2017 | Championnats d'Europe par équipes | Vaasa      | 3e       | 100 m     | 10 s 51 |
| 2019 | Championnats d'Europe espoirs     | Gävle      | 8e       | 100 m     | 14 s 70 |

## Records
| Épreuve | Épreuve   | Temps   | Lieu      | Date            |
| ------- | --------- | ------- | --------- | --------------- |
| 60 m    | En salle  | 6 s 63  | Belgrade  | 4 mars 2017     |
| 100 m   | Plein air | 10 s 34 | Bydgoszcz | 13 juillet 2017 |
| 200 m   | Plein air | 21 s 37 | Kalmar    | 23 août 2015    |
| 200 m   | En salle  | 21 s 89 | Malmö     | 31 janvier 2016 |